# Bahya ibn Paquda
Bahya ibn Paquda (hebreu: בחיי בן יוסף אבן פקודה, Baḥya ben Yosef ibn Paqūda‎; àrab: بهية بن فاقودا, Bahya b. Fāqūdā) (Saragossa, ca. 1040 - ca. 1110) és una de les principals figures del pensament jueu.

## Biografia
Visqué a la segona part del segle xi i primers anys del segle xii, i les dates més probables són de 1040 a 1110. Va nàixer a Saragossa, on va viure gran part de la seva vida i on va exercir de dayyan o jutge de la comunitat jueva.
En els seus escrits apareix com un home religiós i amb gran capacitat intel·lectual, tot al servei d'una vocació ascètica dirigida cap a la renovació teològica del seu poble amb una orientació influïda pel sufisme musulmà.
Se li coneixen dos sobrenoms: ha-zaqen (l'ancià), possiblement per distingir-lo d'altre Bahya, i ha-hasid (el moralista), pel contingut de la seva obra. Per les referències inserides als seus escrits existeix la possibilitat que fos un hisendat que es dediqués a alguna activitat econòmica.

## Obra

### Filosofia religiosa
- Kitāb al-Hidāya ilà farāʾiḍ al-qulūb (Llibre de la guia dels deures dels cors), escrit en judeoàrab al voltant de 1080,[5][6] o Hobōt ha-Lebabōt (Deures dels cors), en la traducció a l'hebreu feta el 1161 per Judà ibn Tibbon.

L'estructura de l'obra és la següent:
- Un pròleg on s'exposa el fi, el sentit i el pla de l'obra.
- Deu capítols o principis de progressiva perfecció ascètica, on cada etapa (o capítol) de la vida espiritual s'inicia amb la descripció de la virtut tractada, segueix amb la fixació del seu camp d'activitat i el mètode d'aplicació, i finalitza amb una enumeració dels perills a evitar.
- Deu versos finals on es resumeix l'obra.
- Un apèndix amb dues oracions que l'autor ofereix al creient amb un caràcter intimista.

En el seu llibre Deures dels cors Ibn Paquda realitza un intent seriós per construir una ètica basada en la raó, on fa una sistematització deductiva de tota l'ètica mitjançant el principi filosòfic de la unitat, transcendència i domini absolut de Déu sobre totes les coses. Intenta centrar tota la vida religiosa en el cor, entès com la consciència íntima de l'home, i per tant, vol interioritzar la vida religiosa per sobre l'exterioritat dels 613 preceptes tradicionals. Aquest llibre reflecteix el coneixement que té Ibn Paquda de la Bíblia, de la literatura talmúdica, de la cultura i la filosofia grega, musulmana i cristiana.
En els Deures dels cors hi ha una distinció entre els deures dels cors, deures que estan en l'interior de l'home i sols Déu coneix, i els deures exteriors, que s'executen amb el cos i els altres homes els poden conèixer. La prioritat està en els deures interns o dels cors, i sense ells no tendrien cap sentit els externs. Els deures dels cors estan regits per tres principis: la raó, la Bíblia i la Tradició, on el més important és la raó, ja que la Bíblia i la Tradició són integralment racionals.
La seva obra presenta un sistema on es conjuga l'ascetisme, l'ètica, la mística i la religió mitjançant una estructura rigorosament lògica. Els Deures dels cors són un itinerari que comença en el veritable coneixement de Déu i la seva unitat i culmina en l'habitacle de l'amor diví, amb les etapes lligades entre si. Després d'intentar conèixer a Déu per tots els medis, conclou que sols es pot arribar a esbrinar la noció de la seva existència mitjançant les seves criatures.
- Kitāb Maʿānī al-nafs (Llibre de les idees sobre l'ànima) o Torah ha-nefes en la traducció a l'hebreu. Escrit en judeoàrab. Atribució dubtosa. És un breu tractat on s'intenta harmonitzar i identificar la saviesa dels antics filòsofs amb la Bíblia, seguint el corrent filosòfic del moment, amb influències platòniques i neoplatòniques, i amb uns pocs elements aristotèlics.[13][14][15]

### Poesia
Va compondre una sèrie de poemes litúrgics, plens de gran fervor religiós, en part recollits en el Majzor—col·lecció d'oracions que comprèn tot el cicle litúrgic anual— romà. El seu poema més conegut comença amb Bareki Nafshi.
El final de la seva obra Kitāb al-Hidāya ilà farāʾiḍ al-qulūb està compost en vers i escrit en hebreu: Deu versos acròstics finalitzen el llibre resumint la totalitat de l'obra; i un apèndix amb dues oracions llargues, anomenades Tôkehâh (Reprensió) i Baqqâšâh (Súplica), dedicades als que no saben orar.